# 風水羅盤

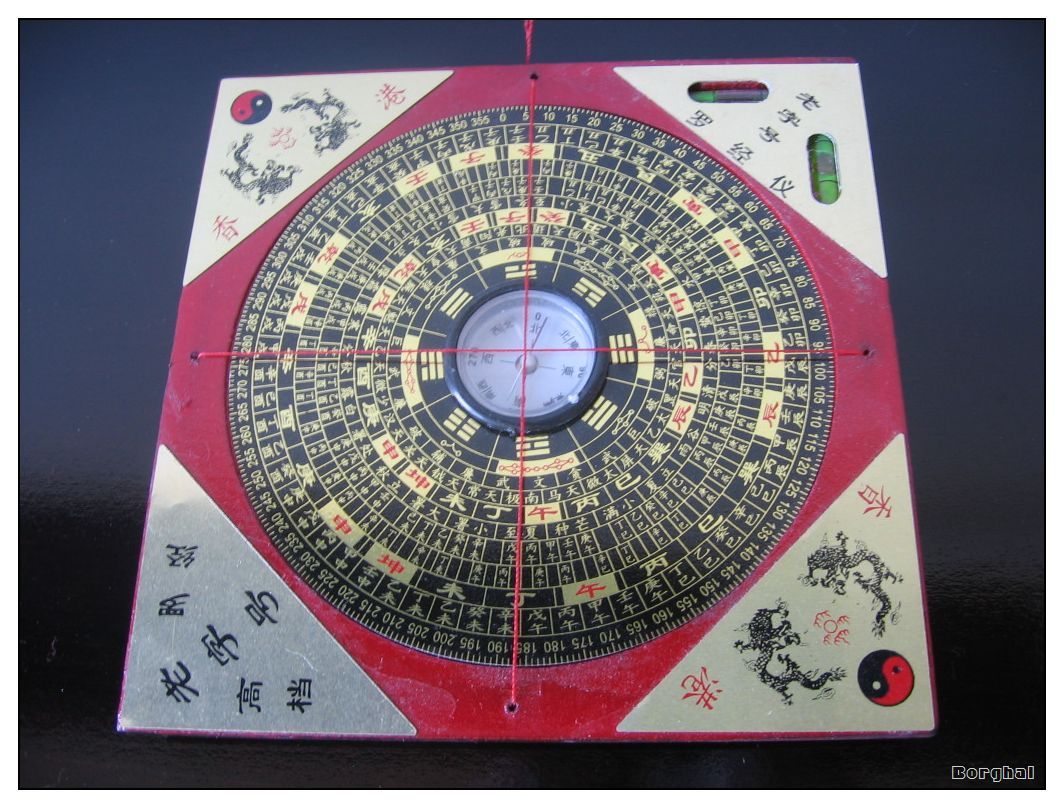
風水羅盤の一例

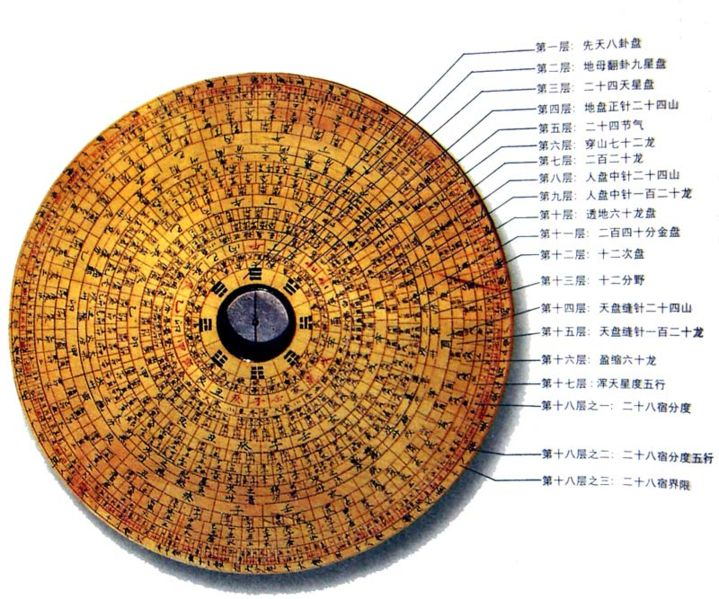
解説

風水羅盤（ふうすいらばん、英: Luopan、中: 羅庚）は、風水に用いる盤。単に羅盤と呼ばれる場合もある。

## 概要
流派により、三元羅盤（三元盤）と三合羅盤（三合盤）の二種類があるという。
中心に磁石の方位磁針が埋め込まれている。外周に向かって地盤・人盤・天盤という三盤から構成されているのが基本である。地盤は、子・丑・寅と方位を示す二十四方位が刻印されている。子を北極星の方角に定位させておくのである。磁石の方位を磁北（じほく）と言い、北極星の北を真北（しんぼく）と言う。東京でおよそ6度、北海道で7度と日本各地の緯度により異なる。
風水はそもそも道教であるために、磁北ではなく真北を用いて測量する。
地盤の子を北極星にあわせる。
人盤は、二つ目の二十四方位を示すが、「二十四山」と分類する。それぞれの地龍を読むために用いる。地龍とは、陽宅（実際の住居）に山の峰から尾根が向かってくる方角を読むのである。その住居に住む者に与えられる地のエネルギーが教えられる。
天盤は、三つ目の二十四山で読むが、川の水流を龍が溯って陽宅に飛び込んでくる。水龍は地龍と合同で力を発揮する。

## 易経羅盤（えききょうらばん）
六十四卦の方位に別れ、内側と外側の逆卦が対になって刻印されている。辰巳の吉方位には「泰」がある。内卦も外卦も同じ泰であり、陽宅から泰の方角は大吉であり、その方角に住む人から見ても泰の恩恵を与えると言う意味である。
これらの四つの項目が表記された風水羅盤を「将盤」（しょうばん）または総合羅盤と言い、地盤・地盤・天盤を三合羅盤と言う。
最大の羅盤は、50層になる、易経羅盤の64方位が六爻に細分され384方位の吉凶を判断することが可能である。